# Hoshiarpur
Hoshiarpur ( pronunciació (?·pàg.) -en panjabi ਹੁਸ਼ਿਆਰਪੁਰ) és una ciutat i municipalitat de l'Índia, al Panjab, capital del districte d'Hoshiarpur, al peu de les muntanyes Siwalik, a 31° 32′ N, 75° 55′ E / 31.53°N,75.92°E. Al cens del 2001 figura amb una població de 148.243 habitants; la població el 1868 era de 20.868 i el 1881 de 21.363, però el 1901 va baixar a 17.549.

## Història
Segons la tradició fou fundada a la primera part del segle xiv. Fou ocupada al final del segle xviii per caps de la confederació sikh de Faizalpuria que la va perdre davant Ranjit Singh el 1809. Fou la seu dels governadors del Doab de Jullundur. Un quarter militar es va establir al sud-est de la ciutat que després del 1846 va passar als britànics i el van conservar fins que fou abandonat després del 1858. Una resclosa fou construïda el 1853 per protegir la ciutat de freqüents inundacions però fou destruïda per les pluges del 1854. La municipalitat es va crear el 1867.